# Actant
Cet article concerne la linguistique. Pour la notion sociologique, voir Actant (sociologie).
En grammaire, un actant (ou argument en grammaire générative) est un élément syntaxique nominal imposé par la valence de certaines classes lexicales : le verbe principalement, mais aussi le nom, l'adjectif, la préposition…  Un actant se situe dans le schéma actanciel qui décrit l'organisation syntaxique nécessaire à certains mots dotés d'une valence afin qu'ils soient saturés. Ces termes doivent déterminer un procès, ou contenu sémantique du prédicat capable de transformer le thème, qu'il indique un processus (se reposer, travailler, tousser, etc.) ou bien une action (casser, donner, chanter, etc.).
La notion d’actant s'oppose à celle de circonstant, qui optionnellement introduit une information circonstancielle, comme le lieu ou moment du procès. (Note : le terme actant lui-même est trompeur car il présuppose une chose active dans le phénomène décrit ; on peut penser plutôt participant, au sens d'une chose qui fait partie du phénomène sans nécessairement y jouer un rôle actif.)
Lucien Tesnière a étudié l'actant dans ses travaux sur la valence. Noam Chomsky, dans son programme minimaliste, parle plutôt de positions d'argument.

## Actant, fonction syntaxique et rôle sémantique
Les actants assurent chacun dans un énoncé une fonction syntaxique précise imposée par le schéma actanciel du mot envisagé, lequel impose aussi leur classe lexicale et souvent un trait sémantique. Aux actants imposés par le procès s'opposent les circonstants, qui sont subsidiaires et déplaçables.
Chaque actant, outre son rôle grammatical (sa fonction), joue un rôle sémantique analogue à ceux du récit :
- acteur : celui qui agit ;
- agent : celui par qui une action est accomplie ;
- objet patient : ce qui subit l'action ;
- bénéficiaire : celui qui reçoit les résultats de l'action ;
- instrument : ce qui permet l'action.

L'on rejoint là la notion de cas grammatical.
Ces rôles ne doivent pas être confondus avec les fonctions syntaxiques ; l'acteur n'est pas forcément le sujet. Par exemple, dans :
```
La pomme est mangée
```

L'actant la pomme est le sujet mais pas l'acteur ; ce groupe nominal joue le rôle d'objet patient (voir aussi diathèse).
Toutes les catégories lexicales n'ont pas besoin d'actants ; il faut qu'elles dénotent un procès. C'est pour cela que les verbes d'état comme être, paraître, sembler, demeurer, rester, etc., sont extérieurs au schéma actanciel. De même, les verbes impersonnels comme falloir, pleuvoir, bruiner, venter, bien qu'indiquant un procès, n'ont pas d'actant (on les dit avalents) ; dans la phrase :
```
Il pleut
```

Il n'y a qu'un procès (l'action de pleuvoir) mais pas d'actant (aucun acteur, aucun objet patient, par exemple ; on ne peut dire que *quelque chose en pleut une autre). Ces verbes peuvent cependant recevoir une valence ; dans la phrase :
```
Il pleut de grosses gouttes
```

De grosses gouttes est l'objet patient.

## Exemple simple
```
« {Jean} 
donne
 {des fleurs} à {Sophie} [dans la rue] »
```

Le verbe donner dans cette phrase est trivalent ; il peut être saturé par trois actants, assurant chacun un rôle et une fonction :
- actant 1 : Jean = acteur = sujet ;
- actant 2 : des fleurs = objet patient = objet direct ;
- actant 3 : Sophie = bénéficiaire = objet indirect.
- circonstant : dans la rue = complément circonstanciel de lieu ; celui-ci est subsidiaire et peut être ôté de la phrase.

On dit généralement prime, second et tiers actant.
Chacun des actants du verbe donner ne peut être représenté que par certaines classes lexicales (ils ne peuvent pas être une préposition, un adjectif, un adverbe, etc.). Par exemple, la phrase suivante n'aurait aucun sens :
```
« *{Beau¹} 
donne
 {très²} à {sans³} »
```

De même, l'actant 3 possède généralement le trait sémantique [+humain] :
```
« {Jean¹} 
donne
 {de la lessive²} à {la machine à laver³} »
```

Cette phrase est correcte mais n'a que peu de sens. Il faut comprendre la phrase de manière métaphorique ou bien remplacer donner par mettre comme ici :
```
« {Jean¹} 
met
 {de la lessive²} dans {la machine à laver³} ».
```

## Verbe trivalent
Bien que trivalent, le verbe donner peut, dans certaines conditions, se passer des actants 2 et 3 :
```
{Je¹} 
donne
 {ø²} à {la croix rouge³} ;
{Cela¹} 
donne
 {faim²} {ø³} ;
{Il¹} 
a
 déjà 
donné
 {ø²} {ø³}.
```

## Verbes à saturation complète
Au contraire, certains verbes exigent une saturation complète. C'est le cas pour accéder, dont la valence requiert obligatoirement deux actants :
```
« {Jean} 
accède
 à {la salle de classe} » :
```

- Actant 1 : Jean = sujet ;
- Actant 2 : la salle de classe = objet indirect.

Accéder ne peut se passer de l'actant 2 :
```
« *{Jean¹} 
accède
 {ø²} »
```

Cette phrase n'est pas valide car le verbe n'est pas saturé.